# La Curva Tlaltzintla
La Curva Tlaltzintla är en ort i Mexiko.   Den ligger i kommunen Huejutla de Reyes och delstaten Hidalgo, i den sydöstra delen av landet, 200 km norr om huvudstaden Mexico City. La Curva Tlaltzintla ligger 204 meter över havet och antalet invånare är 510.
Terrängen runt La Curva Tlaltzintla är kuperad åt sydväst, men åt nordost är den platt. Runt La Curva Tlaltzintla är det ganska tätbefolkat, med 248 invånare per kvadratkilometer. Närmaste större samhälle är Huejutla de Reyes, 3,7 km öster om La Curva Tlaltzintla. I omgivningarna runt La Curva Tlaltzintla växer i huvudsak städsegrön lövskog.